# Kalvören
Kalvören är en ö i Finland. Den ligger i Skärgårdshavet och i kommunen Kimitoön i den ekonomiska regionen  Åboland i landskapet Egentliga Finland, i den sydvästra delen av landet. Ön ligger omkring 62 kilometer söder om Åbo och omkring 130 kilometer väster om Helsingfors.
Öns area är 2,4 hektar och dess största längd är 330 meter i öst-västlig riktning.